# JIS X 0213漢字一覧
JIS X 0213漢字一覧（ジス エックス 0213かんじいちらん）は、JIS X 0213:2004で規定された漢字の一覧（1面14区-2面94区）である。
下記面ごとに分ける。
- JIS X 0213漢字一覧の1面
- JIS X 0213漢字一覧の2面